# Боровицкая улица
Борови́цкая у́лица — улица в Тверском районе Москвы.
Начинается на Боровицкой площади, затем проходит через ворота Боровицкой башни. Проходит вдоль Большого Кремлёвского Дворца, параллельно южной стене Кремля и заканчивается на Ивановской площади.